# Jang Woo-hyuk
Đây là một tên người Triều Tiên, họ là Jang.
Jang Woo Hyuk (sinh ngày 8 tháng 5 năm 1978) là một ca sĩ, nhà soạn nhạc và thành viên 2 nhóm nhạc H.O.T và JTL (là nhóm nhạc thể hiện thành công ca khúc A Better Day).

## Ca khúc chính
- Weekend Night
- Back to the Memories
- Red Sun
- Time is [L]Over